# Artesa de Segre
Artesa de Segre é um município da Espanha na comarca de Noguera, província de Lérida, comunidade autónoma da Catalunha. Tem 176,7 km² de área e em 2021 tinha 3 441 habitantes (densidade: 19,5 hab./km²).

## Demografia
| Variação demográfica do município entre 1991 e 2004 [carece de fontes?] | Variação demográfica do município entre 1991 e 2004 [carece de fontes?] | Variação demográfica do município entre 1991 e 2004 [carece de fontes?] | Variação demográfica do município entre 1991 e 2004 [carece de fontes?] |
| ----------------------------------------------------------------------- | ----------------------------------------------------------------------- | ----------------------------------------------------------------------- | ----------------------------------------------------------------------- |
| 1991                                                                    | 1996                                                                    | 2001                                                                    | 2004                                                                    |
| 3129                                                                    | 3068                                                                    | 3234                                                                    | 3540                                                                    |